# Panolis sutschana
Panolis sutschana är en fjärilsart som beskrevs av Max Wilhelm Karl Draudt 1935. Panolis sutschana ingår i släktet Panolis och familjen nattflyn. Inga underarter finns listade i Catalogue of Life.